# Dedham Vale
The Vale of Dedham je oljna slika angleškega slikarja Johna Constableja iz leta 1828, ki prikazuje Dedham Vale na meji grofij Essex-Suffolk v vzhodni Angliji. Hranijo jo v stalni zbirki škotske nacionalne galerije v Edinburghu. 
Pogled z Gun Hilla ob reki Stour na vasico Dedham in daljno ustje reke Stour je bil priljubljen Constablejev motiv, ki ga je večkrat naslikal, najbolj opazno različico iz leta 1802 hranijo v muzeju Victoria in Albert v Londonu.
Pri tem delu je barva nanesena z dotiki bele barve, da poudari odsev sončne svetlobe. Delo je bilo zaslužno predvsem za njegov sprejem na prestižno Kraljevo akademijo umetnosti leta 1829.